# 再征服
再征服是法国的一个政党，成立于2021年。它由极右翼政客埃里克·澤穆爾創辦並親自出任主席。 
2022年2月，一名记者發表了一篇報道，指控再征服派人前往大量Facebook 群组內发布內容，號召大家支持埃里克·澤穆爾。再征服還成立了一个名为“WikiZedia”的工作组，其任务是编辑法语维基百科上有關埃里克·澤穆爾的條目。 此事被法語維基百科管理員發現後，共有6位法語维基百科維基人被封禁。 